# John Dalton
John Dalton (Eaglesfield, Cumberland, Anglaterra, 6 de setembre de 1766 - Manchester, Anglaterra, 27 de juliol de 1844), fou un químic i físic anglès autor de la primera teoria atòmica moderna, descobrí la llei de les pressions parcials de les mescles de gasos i la llei de les proporcions múltiples i descriví la malaltia del daltonisme.

## Vida

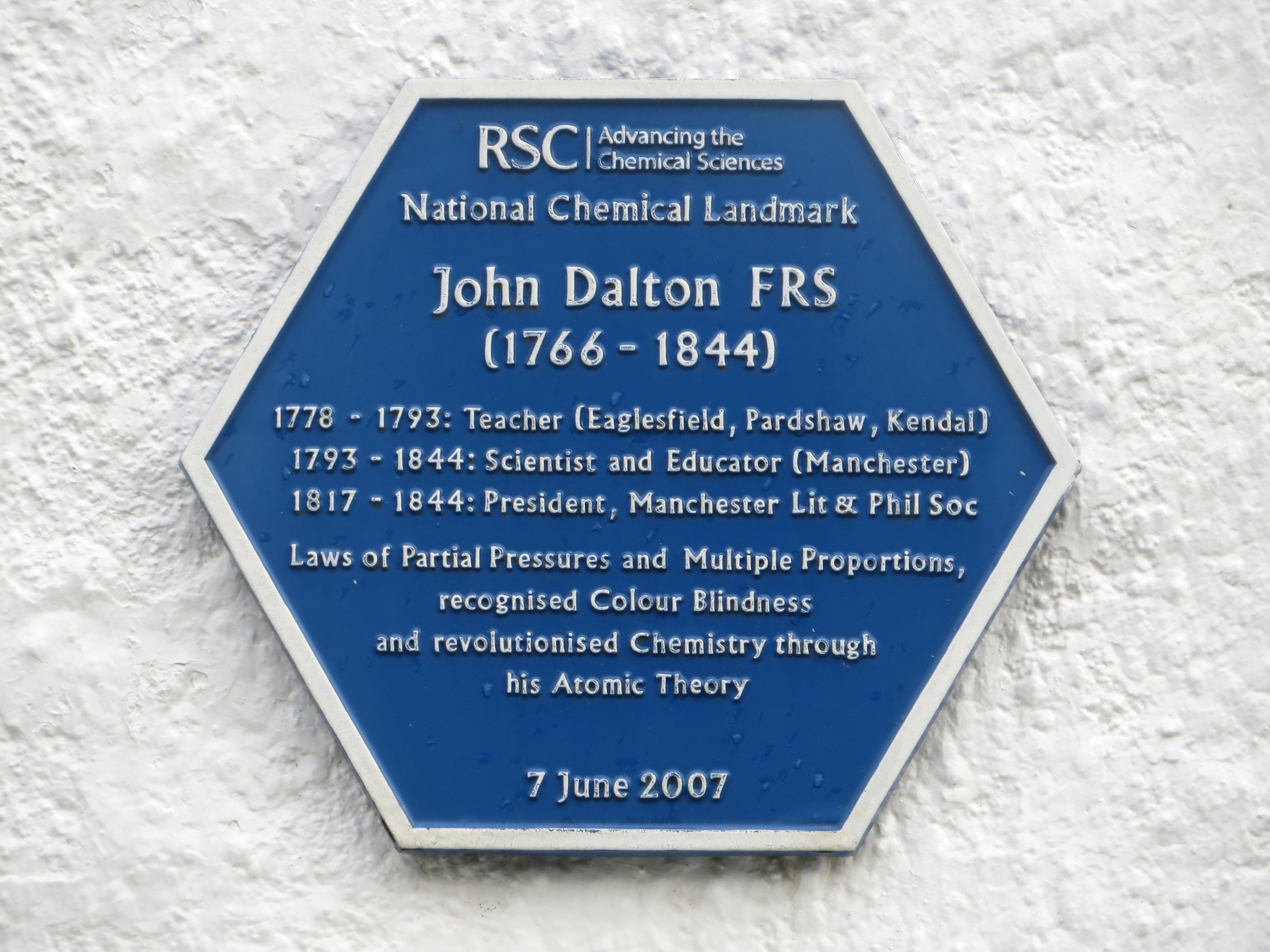
Placa a la casa natal de Dalton a Eaglesfield

### A Cúmbria
Jonathan (1759-1834), Mary (1764-1788) i John Dalton eren els tres fills, per ordre de naixement, de Joseph Dalton (1733-1787), un modest teixidor quàquer d'Eaglesfield, i de Deborah Greenup de Caldbeck que es casaren el 1755 a Cockermouth. Des de finals del segle xvi la família Dalton era posseïdora d'una petita extensió de terra a l'oest de Cumberland, a l'actual comtat de Cúmbria. Joseph, que era el fill menor, heretà les terres quan el seu germà gran morí sense descendència el 1786 i les llegà al seu fill major Jonathan. Quan aquest morí el 1834 havia augmentat considerablement les propietats i foren heretades per John. Al segle xviii, l'oest de Cumberland gaudia d'una gran prosperitat com a zona de mineria i comerç, amb importants ports costaners dedicats al comerç local i internacional. Era una àrea important en la Societat Religiosa d'Amics, els quàquers, i es forjaren forts enllaços entre ella i les Midlands, Londres i Filadèlfia als EUA. Aquesta xarxa de connexions, unida a la forta importància que donaven els quàquers a l'educació i l'interès per la filosofia natural que mostraven molts dels seus membres, és la clau per entendre el context favorable en què Dalton creixé.
Dalton avançà ràpidament a l'escola quàquera del poble, anomenada Pardshow Hall, amb el mestre John Fletcher. Elihu Robinson (1734–1809), el líder quàquer local, meteoròleg i reconegut naturalista, l'encaminà cap a l'estudi de les matemàtiques i la meteorologia. El 1781 fou contractat com a ajudant del seu germà en un internat de Kendal (Westmorland), recentment construït i equipat pels quàquers. George Bewely, un cosí de Dalton n'era el director. L'escola disposava d'una biblioteca amb els Principia de Newton, textos de suport de Gravesande, Pemberton i Thomas Rutherforth, la Filosofia Natural de Musschenbroek, els treballs de sis volums de Robert Boyle, i la Història Natural de Buffon, entre d'altres. També disposava de diversos aparells científics, incloent-hi un telescopi reflector de seixanta centímetres de diàmetre, un microscopi doble i una bomba de buit amb els seus equips auxiliars.
A Kendal conegué John Gough (1757-1825) d'àmplia formació en matemàtiques, meteorologia i botànica. Emulant el seu mestre, inicià un registre meteorològic diari l'any 1787, una tasca que continuà amb fermesa fins al dia de la seva mort. A partir de 1787 gaudí d'una reputació creixent gràcies a les seves col·laboracions en revistes de divulgació científica populars. En 1785 George Bewley es retirà i els germans Dalton es feren càrrec de la direcció. John aviat oferí la seva primera sèrie de conferències públiques a Kendal. Les conferències tractaren de mecànica, òptica, hidroestàtica, pneumàtica, astronomia, calor i l'ús dels globus. El 1792 feu la seva primera visita a Londres, aparentment per a la reunió anual de la Societat d'Amics. Poc després fou nomenat professor de matemàtiques i filosofia natural al New College, establert recentment a la ciutat de Manchester, després de la desaparició de la propera Acadèmia de Warrington, en la qual Joseph Priestley havia ensenyat.

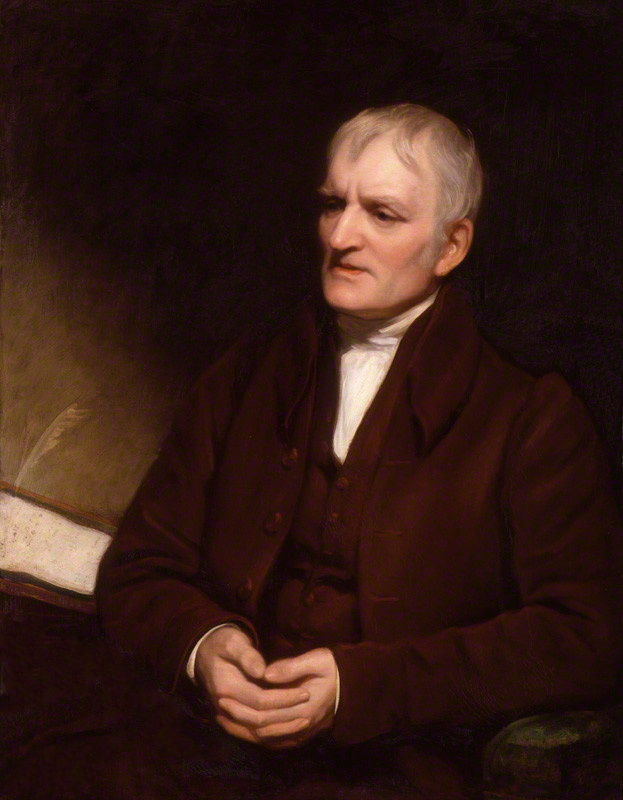
Retrat de John Dalton per Thomas Phillips del 1835

### A Manchester

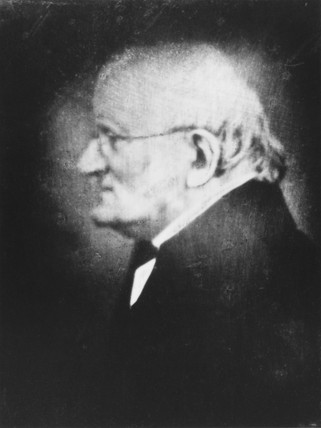
Daguerreotip de Dalton per John Nicklin el 1842 (6 x 5 cm).

El 1793, amb vint-i-set anys, s'instal·là a Manchester, on continuà fent classes particulars i investigant. Donà conferències i cursos a moltes de les grans ciutats angleses, la qual cosa li permeté d'entrar en contacte amb els principals homes de ciència britànics de l'època. El 1794 fou elegit membre de la Manchester Literary and Philosophical Society on el 1800 és nomenat secretari, vicepresident el 1808 i president des del 1817 fins a la seva mort el 1844.
Des del 1794 fins al 1802 llegí 15 treballs sobre temes diversos: la ceguera al color, el llenguatge, qüestions filosòfiques, observacions meteorològiques, el color del cel, el poder calorífic dels fluids, l'expansió dels gasos amb la calor, la calor i el fred produïts en la condensació mecànica de l'aire, la calor radiant, la constitució de les mescles de gasos, la força del vapor i l'evaporació.
El 1799 abandonà la Manchester Academy i s'establí de forma independent com a professor de ciències. Les seves investigacions passaren de la física a la química, i els seus experiments els realitzà en un laboratori de la Manchester Society. Entre els seus alumnes d'aquesta etapa en destaca James Prescott Joule (1818-1889) que assistí a les seves classes entre 1832 i 1837, l'enginyer i matemàtic Eaton Hodgkinson (1789-1961) i l'enginyer pioner del gas Samuel Clegg (1781-1861).
El 1822 realitzà un viatge a París on fou molt ben rebut per Laplace, Berthollet, Gay-Lussac, Thénard, Humboldt, Biot i d'altres. El mateix any fou elegit membre de la Royal Society i, el 1830, membre de l'Académie des Sciences de París. També honraren Dalton les acadèmies de Berlín, Moscou i Múnic. La Universitat d'Oxford l'honrà el 1832 juntament amb Michael Faraday, i la d'Edimburg el 1834. Fou presentat al rei Guillem IV el mateix any 1834. Francis Leggatt Chantrey li esculpí una estàtua el 1838, actualment a l'ajuntament de Manchester.
Dalton sofrí diferents malalties des de l'abril de 1837. El seu darrer treball fou llegit tres mesos després de la seva mort a la Manchester Society. La seva capella ardent fou instal·lada a l'ajuntament de Manchester i la visitaren prop de 40 000 persones. La processó funerària, des de l'ajuntament fins al cementiri d'Ardwick, tingué un recorregut d'un kilòmetre i mig. Deixà en herència 800 £ i sis cases. Les seves publicacions, els seus quaderns de laboratori, els registres de meteorologia, l'instrumental que emprà i altre material, foren recollits i preservats per la Manchester Literary and Philosophical Society. Malauradament foren quasi completament destruïts durant el bombardeig el 24 de desembre de 1940 per part de l'aviació alemanya del III Reich.

## Obra

### Meteorologia
Els seus primers treballs es decantaren al camp de la meteorologia, i el 1793 publicà la primera edició de Meteorological Observations and Essays, i el 1834 la segona, on hom pot trobar esbossades la major part de les seves grans descobertes teòriques posteriors. El primer registre que realitzà fou el 24 de març de 1787 i no deixà de fer-ne diàriament fins al dia de la seva mort, el 27 de juliol de 1844, que escriví a little rain this day (un poc de pluja avui).

### Daltonisme

Colors que veuen segons el diferents tipus de daltonisme. Els Dalton patien deuteranopia

El 1794 publicà la memòria Extraordinary Facts Relating to the Vision of Colours, on és esmentat per primera vegada un trastorn en la percepció dels colors, o dicromatòpsia, i en són descrites les característiques, que observà en ell mateix i en el seu germà Jonathan. Es caracteritza per la falta de percepció d'un o dos colors, conservant les altres funcions oculars. En concret els Dalton confonien el vermell i el verd, i el rosa i el blau, la qual cosa coincideix amb la variant de dicromatòpsia anomenada deuteranopia. Tanmateix l'explicació que donà Dalton és incorrecte. Indicà que l'humor vitri del seu ull tenia una coloració blava que absorbia la llum de longitud d'ona més llarga (vermell, taronja...) i li impedia veure el color vermell. Quan morí analitzaren els seus ulls, com ell havia demanat, i observaren que l'humor vitri era transparent, com el dels ulls normals. Avui se sap que és una deficiència de la retina i s'anomenen daltonisme les variants protanopia i deuteranopia.

### Els gasos

L'aire és una mescla bàsicament de cinc gasos (nitrogen, oxigen, vapor d'aigua, argó i diòxid de carboni), la pressió de l'aire és la suma de les pressions de cada gas.

El 1803 publicà la llei de les pressions parcials d'una mescla de gasos en un opuscle titulat On the Absorption of Gases by Water and other Liquids. En ell hi exposa les seves investigacions sobre l'absorció dels gasos per l'aigua, indicant que és un procés físic i no químic i que cada gas d'una mescla exerceix una pressió sobre la superfície de l'aigua independent de les pressions que fan els altres gasos. La solubilitat de cada gas és proporcional a aquesta pressió. La llei es pot enunciar actualment com: Cada gas d'una mescla exerceix una pressió, dita pressió parcial, com si fos l'únic que ocupàs el recipient. La pressió total de la mescla és la suma de les pressions parcials.
Poc temps després descobrí, independentment del francès Joseph-Louis Gay-Lussac, que tots els gasos posseeixen el mateix coeficient de dilatació, però les dades obtingudes per Gay-Lussac eren millors i se'l considera el descobridor de la llei que relaciona volum i temperatura (llei de Charles i Gay-Lussac).

### Llei de les proporcions múltiples
La llei de les proporcions múltiples és una de les lleis ponderals, que constitueixen el fonament de l'estequiometria. Aquesta llei estableix que quan dos elements es combinen per formar més d'un compost, les masses d'un dels elements que es combinen amb la mateixa massa de l'altre estan en una relació de nombres enters senzills. Fou deduïda per Dalton, i no descoberta experimentalment, en el decurs del seu programa d'establiment de la teoria atòmica. A partir d'uns supòsits sobre l'existència i propietats dels àtoms, Dalton deduí que havia de complir-se aquesta llei, que apareix en un article que llegí el 1802 i publicà el 1805. La comprovació experimental la realitzà estudiant les proporcions en què es combinen el nitrogen i l'oxigen per a donar òxids de nitrogen. En concret estudià els tres òxids de nitrogen que ell coneixia: {\displaystyle {\ce {N2O}}}, {\displaystyle {\ce {NO}}} i {\displaystyle {\ce {NO2}}} (monòxid de dinitrogen, monòxid de nitrogen i diòxid de nitrogen respectivament). Les proporcions d'oxigen per a una massa igual de nitrogen són en aquests òxids: 1/2/4, una relació de nombres enters i senzills.

### Teoria atòmica

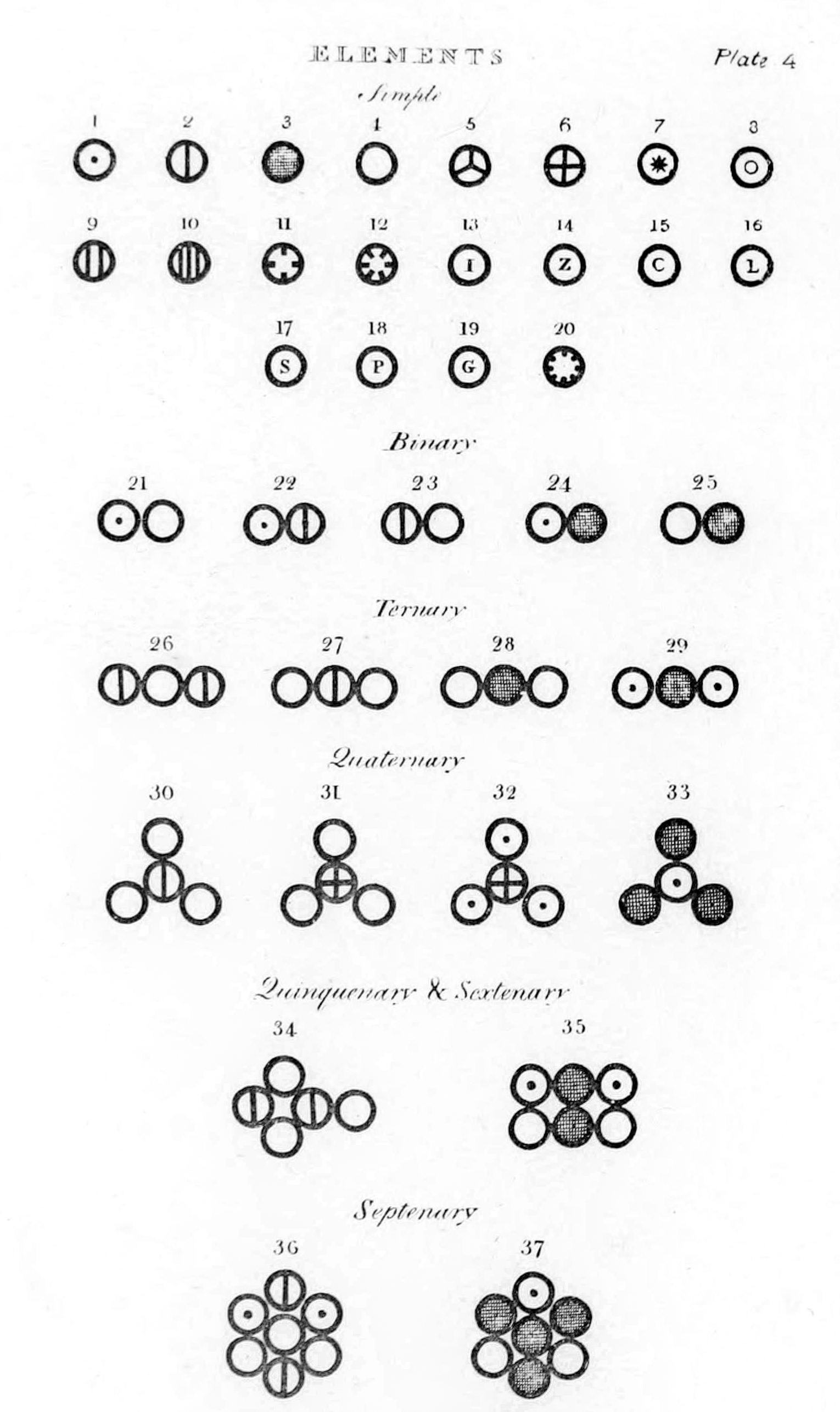
Figura on Dalton representa àtoms d'elements i algunes combinacions a composts químics

El 1808 publicà la primera part del seu llibre A New System of Chemical Philosophy les seves idees sobre la constitució de la matèria. Dalton recuperà la teoria atòmica de la matèria dels antics grecs. Considera que tota la matèria es compon d'àtoms indestructibles i indivisibles, que els diferents elements químics tenen diferents masses atòmiques i que aquests àtoms es mantenen sense canvis durant els processos químics. La idea clau de les masses atòmiques permet donar una explicació quantitativa de les reaccions químiques. El seu concepte d'"àtom" i d'"element químic" és d'importància fonamental, ja que proporciona un nou model de la realitat. També hi figura una de les primeres representacions de l'estructura molecular, en què els àtoms d'una molècula estan disposats en l'espai d'una manera específica, i permet formular les lleis relatives a combinació d'elements químics i proporciona representacions esquemàtiques de diverses combinacions possibles dels àtoms.
El model de Dalton permeté aclarir per primera vegada per què les substàncies químiques reaccionaven en proporcions estequiomètriques fixes, la llei de les proporcions constants descoberta el 1801 pel francès Joseph-Louis Proust (1754-1826), i per què quan dues substàncies reaccionen per formar dos o més compostos diferents, llavors les proporcions d'aquestes relacions són nombres enters (llei de les proporcions múltiples del mateix Dalton). Així 12 g de carboni, {\displaystyle {\ce {C}}}, poden reaccionar amb 16 g d'oxigen, {\displaystyle {\ce {O2}}}, per formar monòxid de carboni, {\displaystyle {\ce {CO}}}, o amb 32 g d'oxigen per formar diòxid de carboni {\displaystyle {\ce {CO2}}}. A més el model aclaria que àdhuc existint una gran varietat de substàncies diferents, aquestes podien ser explicades en termes d'una quantitat més aviat petita de constituents elementals o elements. En essència, el model explicava la major part de la química de la fi del segle xviii i principis del segle xix, reduint una sèrie de fets complexos a una teoria combinatòria realment simple.
Comunicà la seva teoria atòmica, ja elaborada de forma total, a Thomas Thomson (1773-1852), professor de la universitat de Glasgow, el qual, amb permís de Dalton, n'inclogué un esquema en la tercera edició del System of Chemistry (1807). Fou el 1808 que Dalton, en el primer volum de la seva gran obra A New System of Chemical Philosophy (3 volums, 1808- 27), donà una exposició completa i genial de la teoria que canviaria el curs de la química, en donar una base científica i experimental a les especulacions que havien dut a terme els atomistes grecs vint-i-quatre segles abans.